# 天市右垣十一

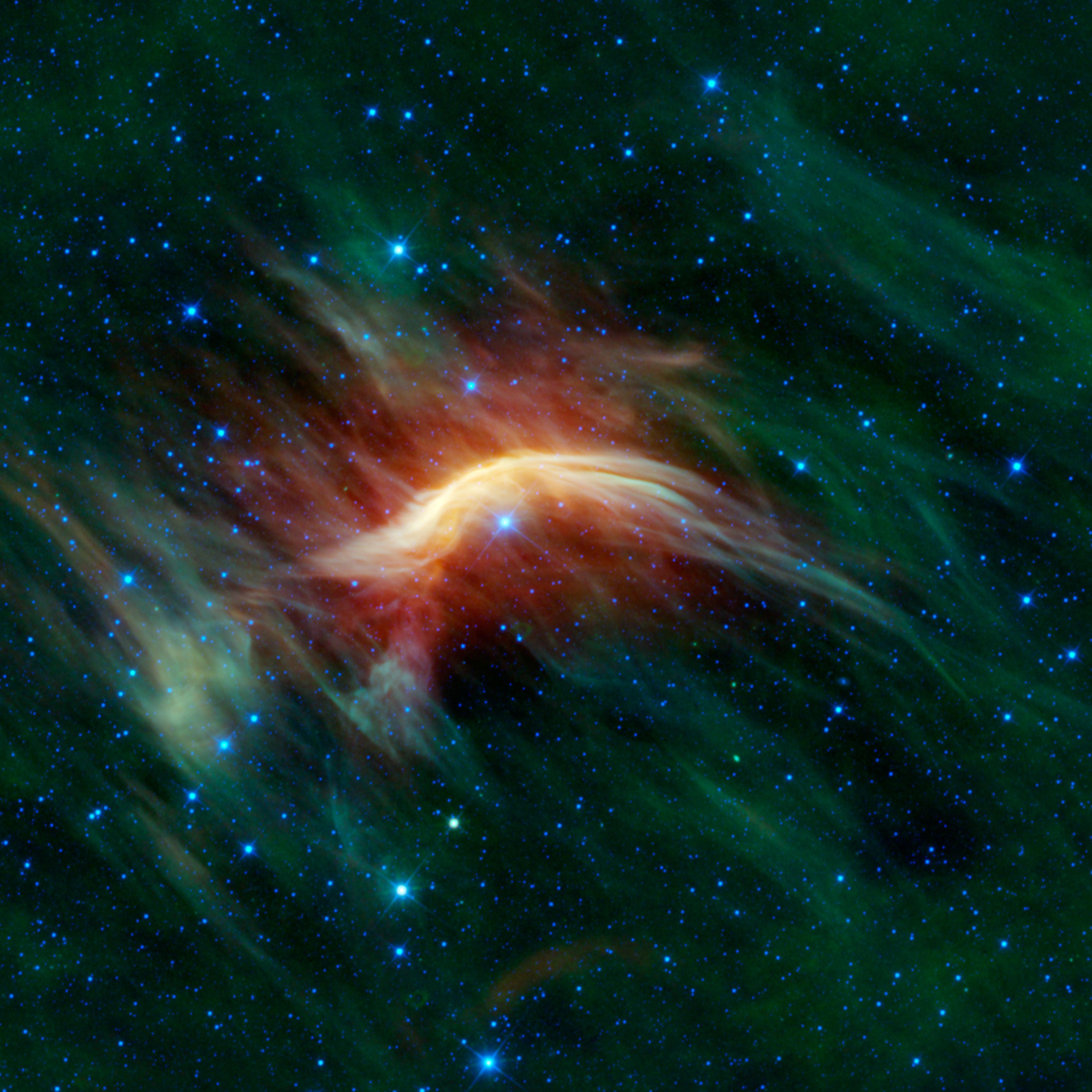
紅外線圖顯示出速逃星'天市右垣十一'以本動速度30 km s^{−1}快速逃逸於星際塵埃所產生的弓形震波（黃色曲弧）。這可能是由於原本聯星中的主星在一場II型超新星爆炸中被摧毀 ，而伴星天市右垣十一因此被反彈出去。

天市右垣十一（蛇夫座ζ）也称韓，是位於蛇夫座一顆恆星。距離地球約460光年。不同於其他亮星的是在西方沒有固有名稱。雖然韓是一顆炙熱的藍巨星，質量大約是太陽20倍，卻因為星際塵埃吸收了大量的藍光造成的紅化而看起來偏紅。光度約是太陽的65,000倍，如果沒有星際塵埃，韓的光度會再更亮幾個星等並列入亮星表內。韓正處於恆星演化起始階段的半途中，在未來的數百萬年內結束生命成為壯觀的超新星之前，將膨脹成為超巨星。